# Russische Baureihe Ѳ
Die Dampflokomotiven der Russischen Baureihe Ѳ [fita] waren Mallet-Lokomotiven für den Güterverkehr, die für die Moskau–Kasaner-Eisenbahn als Baureihe Н [en], die Sibirische und die Transkaukasische Eisenbahn als Baureihe M gebaut wurden. Die ersten Lokomotiven entstanden 1899 nach Zeichnungen von Henschel aus Kassel, bis 1924 wurden von der Maschinenfabrik Brjansk, den Putilow-Werken in Sankt Petersburg und der Lokomotivfabrik Kolomna insgesamt 463 Stück gebaut. Ab 1912 erhielten alle die Baureihenbezeichnung Ѳ. Die letzte wurde 1957 ausgemustert.
Die tiefgestellten Indizes Б [be], П [pe] und K [ka] standen für die Herstellerwerke Briansk, Putilow und Kolomna, der zusammen mit Ѳ verwendete hochgestellte Index Ч [t͡ɕ] wies auf Lokomotiven hin, die mit Überhitzer ausgerüstet waren, der Herstellerindex Б wurde zusammen mit Ѳ auch hochgestellt verwendet, um zwei verschiedene Unterbaureihen aus Briansk zu unterscheiden.

## Geschichte

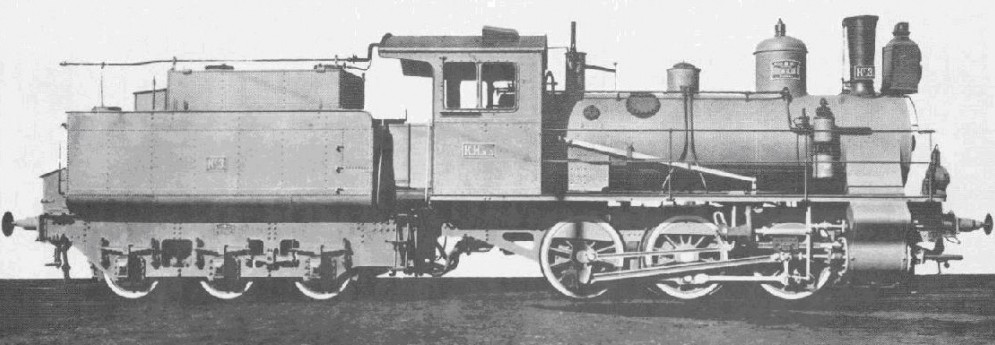
Lokomotive der Reihe T

### Moskau–Kasaner-Eisenbahn
1893 wurde auf der damals eingleisigen Linie Rjasan–Rusajewka–Swijaschsk der Moskau–Kasaner-Eisenbahn der Zugbetrieb eröffnet. Der Güterverkehr auf dieser Linie steigerte sich bis 1897 so sehr, dass die ursprünglich eingesetzten Lokomotiven der Reihe T und О bald nicht mehr ausreichten, um den Anforderungen des Betriebes zu genügen. Das verlangte entweder die Verlegung eines zweiten Streckengleises oder die Verstärkung des Oberbaues, um Lokomotiven mit größerer Leistung und damit größerem Achsdruck einsetzen zu können.
Die Moskau–Kasaner-Eisenbahn-Gesellschaft setzte auf Mallet-Lokomotiven – ein Weg, den damals viele Eisenbahnverwaltungen beschritten, um die Zugkräfte trotz schwachem Oberbau steigern zu können. Sie wurden zu dieser Zeit bereits auf Gebirgsstrecken in der Schweiz eingesetzt, das Vorbild war die Ed 2x3/3 151 der Gotthardbahn. 1896 erhielt Henschel in Kassel den Auftrag, Zeichnungen einer sechsachsigen ölgefeuerten Mallet-Lokomotive mit Schlepptender zu erstellen. Das Pflichtenheft sah vor, dass die Lokomotive bei 15 km/h eine Zugkraft von mindestens 14 t (137 kN) entwickeln muss, aber die Achslast von 13,5 t nicht überschritten werden sollte.

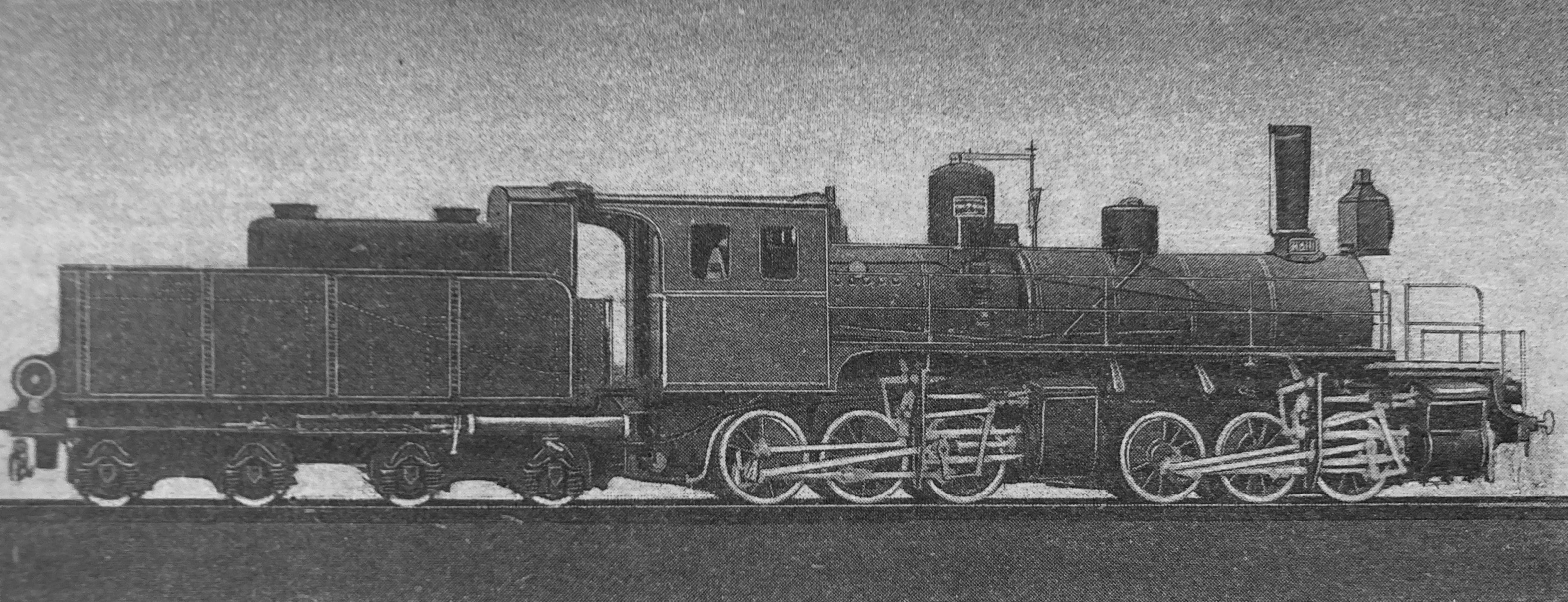
H 801–829: erste Ausführung für die Moskau–Kasaner-Eisenbahn, Werksbaureihe 11

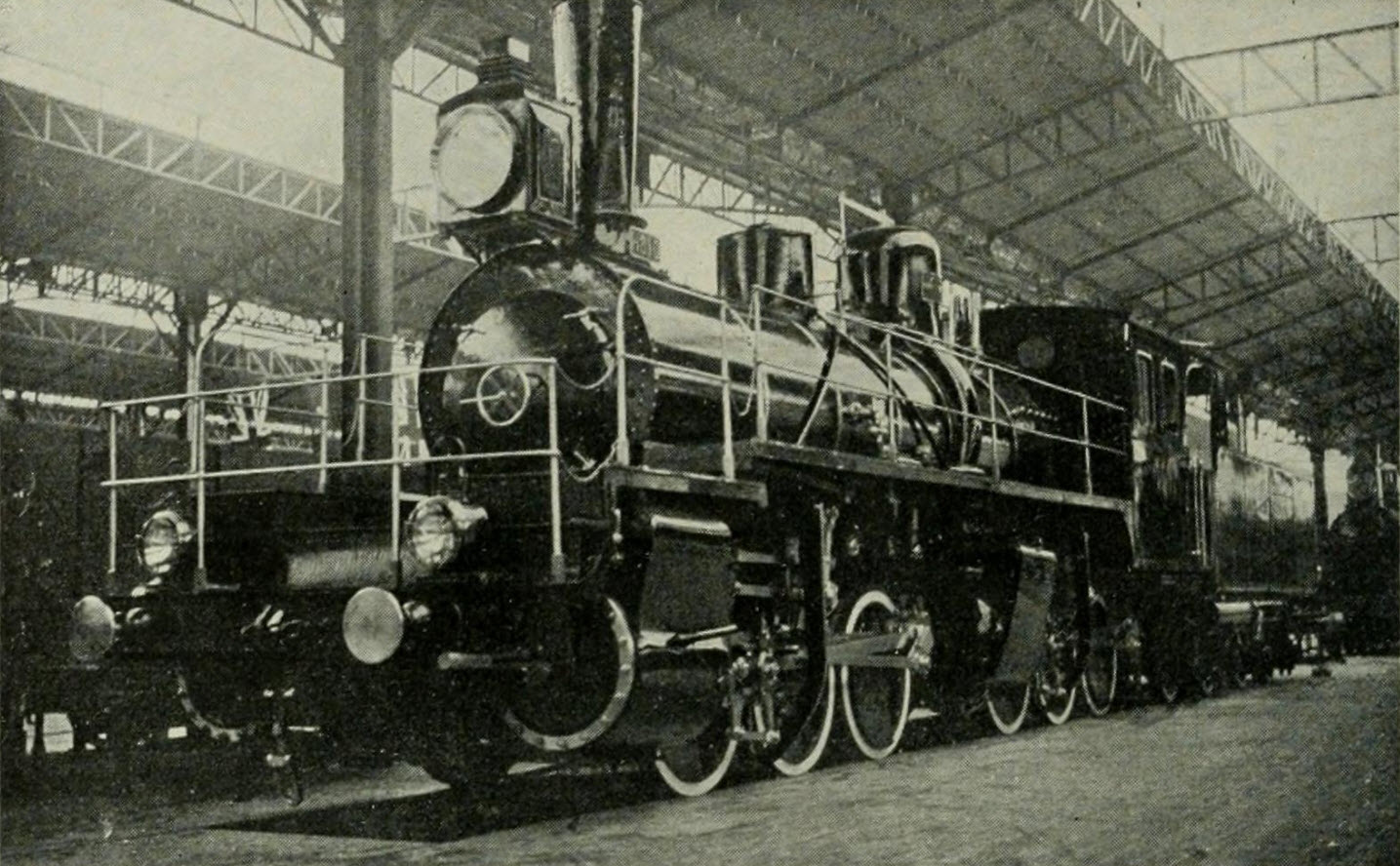
H 810 an der Weltausstellung Paris 1900, Werksbaureihe 11 von Brjansk

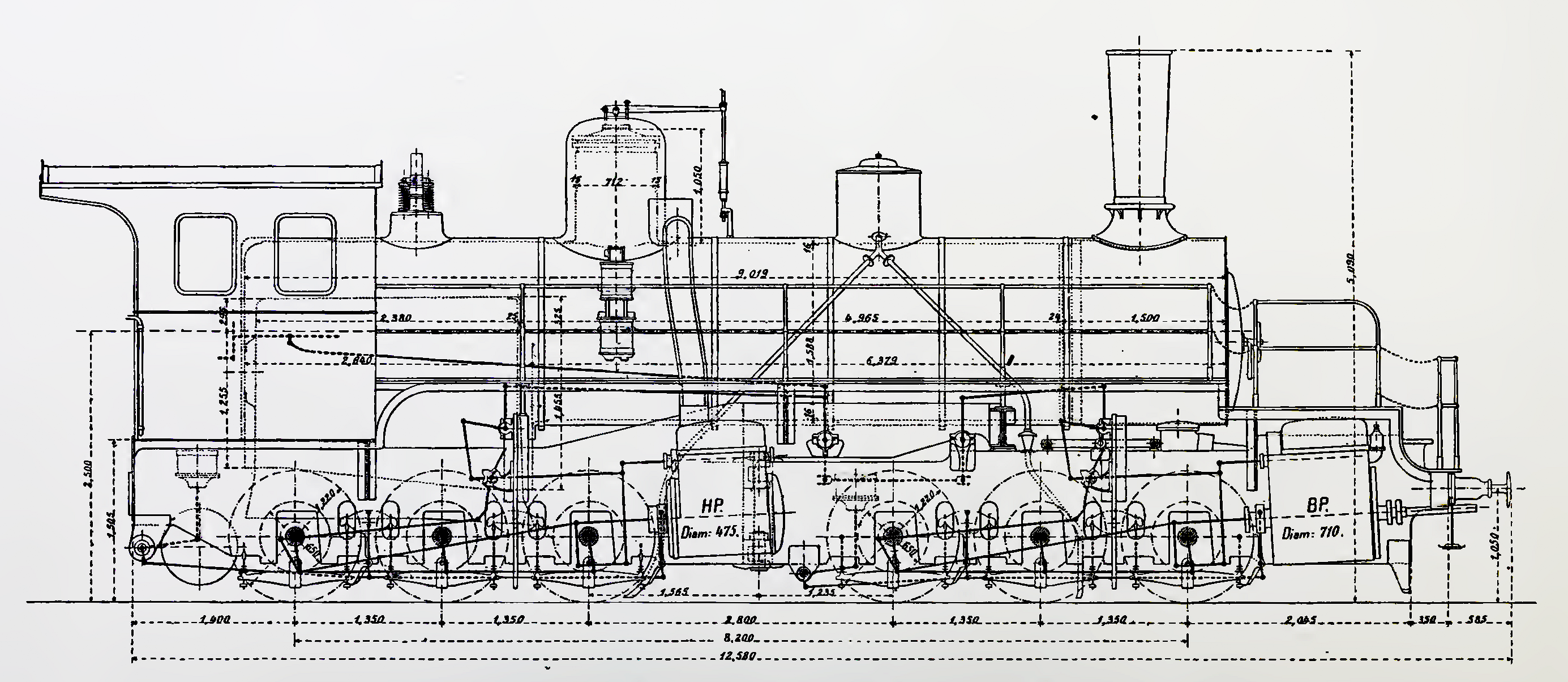
Zeichnung der Lokomotive H 810, Werksbaureihe 11

Die ersten zehn Lokomotiven nach den Zeichnungen aus Kassel wurden bei der Maschinenfabrik Brjansk gebaut und 1899  mit den Betriebsnummern Н 801–810 an die Bahn geliefert. Die Baureihenbezeichnung Н [en] bezog sich auf den Anfangsbuchstaben des Familiennamens von E. E. Noltein, russisch Е. Е. Нолтеӣн, dem damaligen Leiter des Maschinendienstes der Bahn. Als letzte Lokomotive der Serie wurde die Н 810 auf der Weltausstellung Paris 1900 gezeigt wobei sie als stärkste Lokomotive der Ausstellung galt. Die Mallet-Lokomotiven bewährten sich, denn die Bahn bestellte 1900 weitere 19 Stück, welche die Nummern H 811–829 trugen 1901 folgten sechs Lokomotiven mit einer Bremsausrüstung von New York Air Brake statt Westinghouse, welche die Nummern НБ 830–835 erhielten.

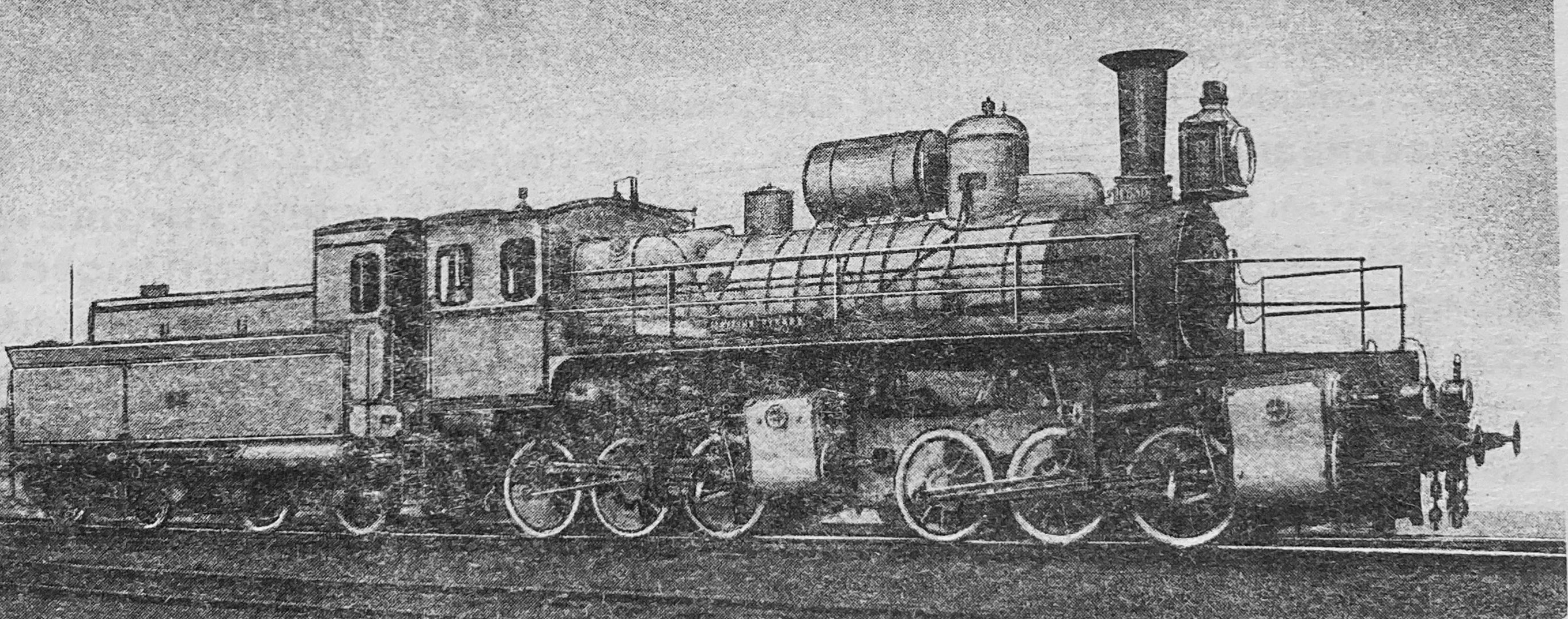
Н_{п} 836–850: erste Ausführung mit Überhitzer von den Putilow-Werken

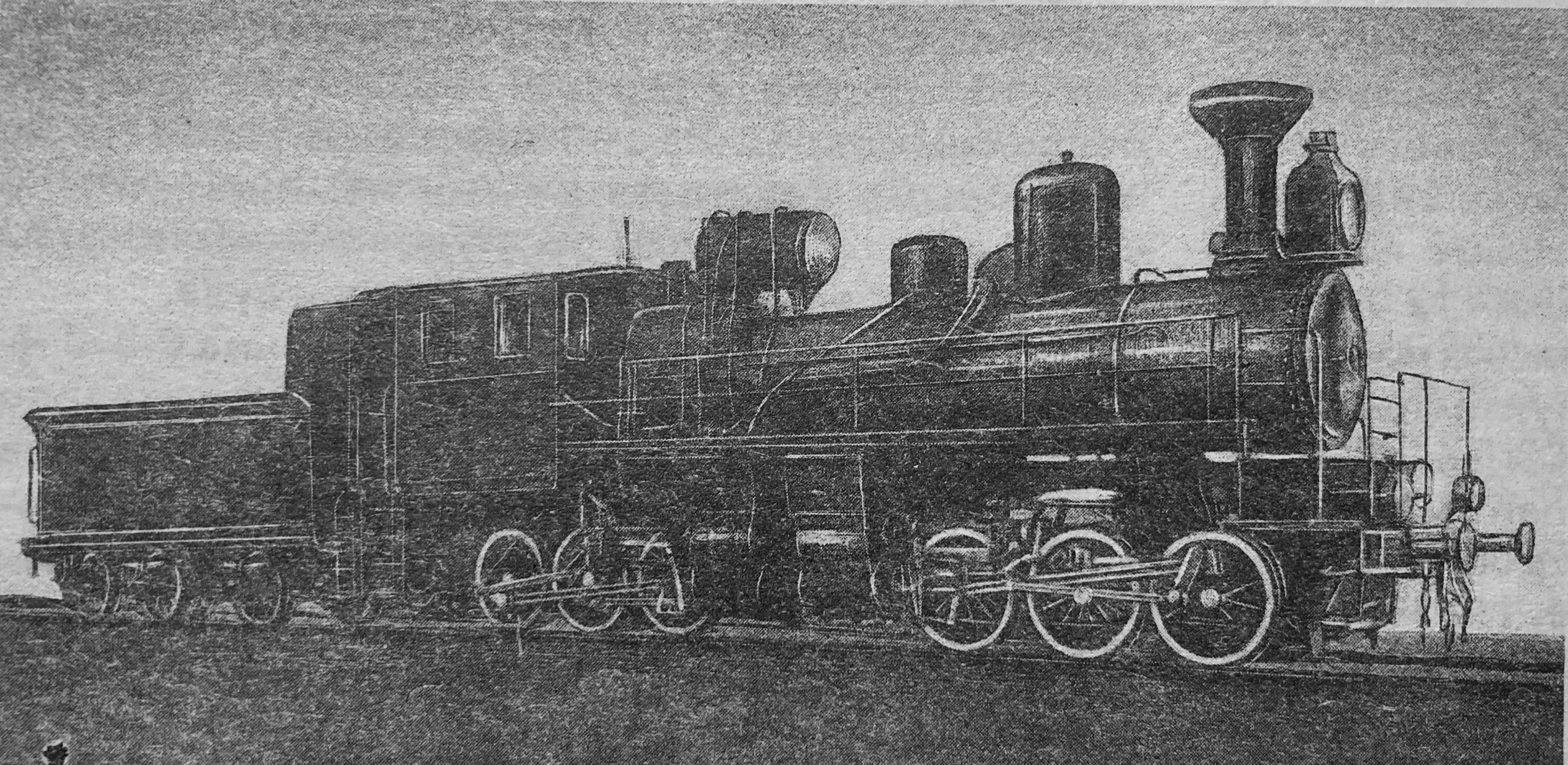
М_{к} 3201–3204 mit geänderter Anordnung der Niederdruckzylinder, Werksbaureihe 95

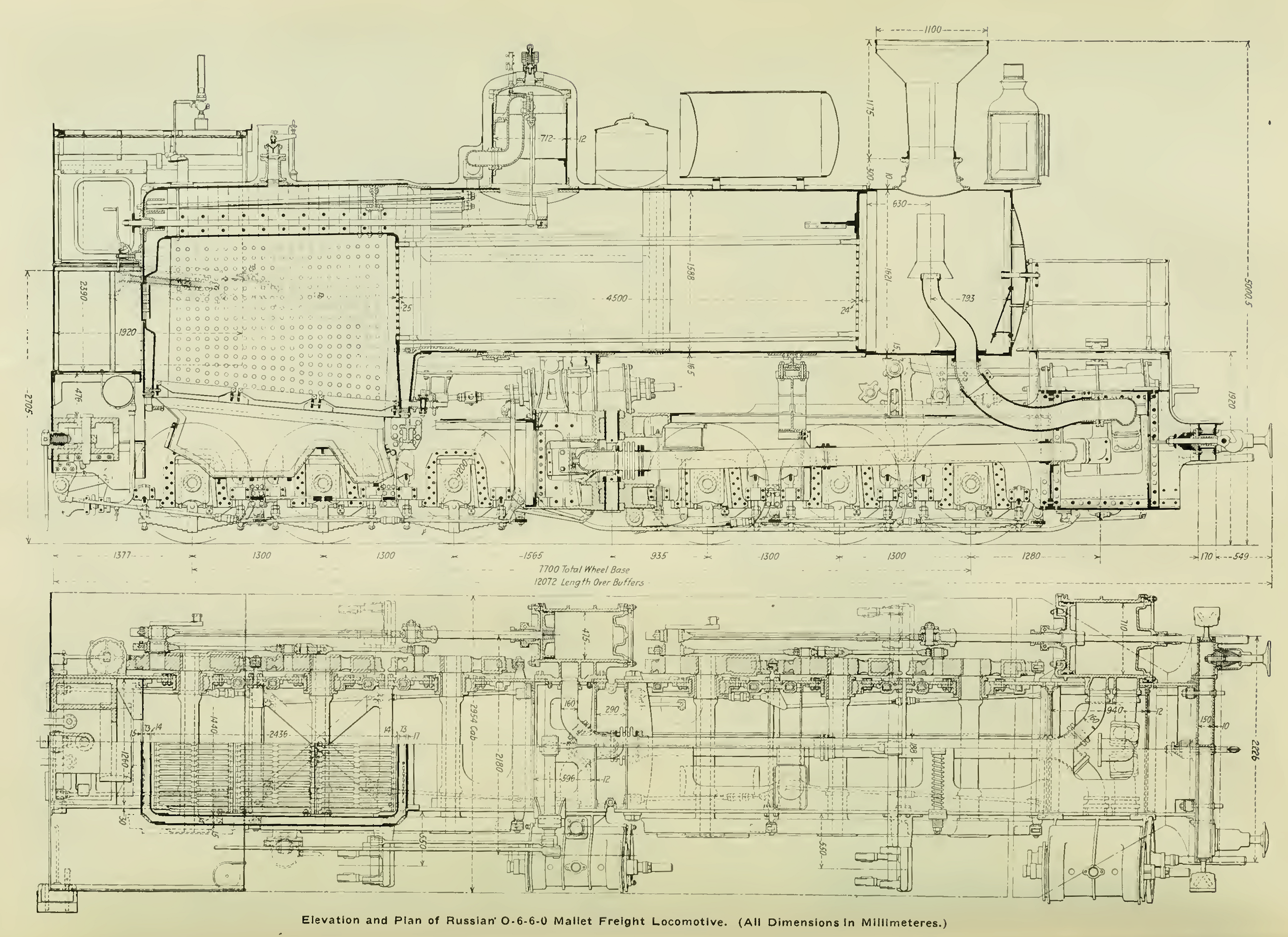
Zeichnung der М_{к} 3205–3244, Werksbaureihe 101

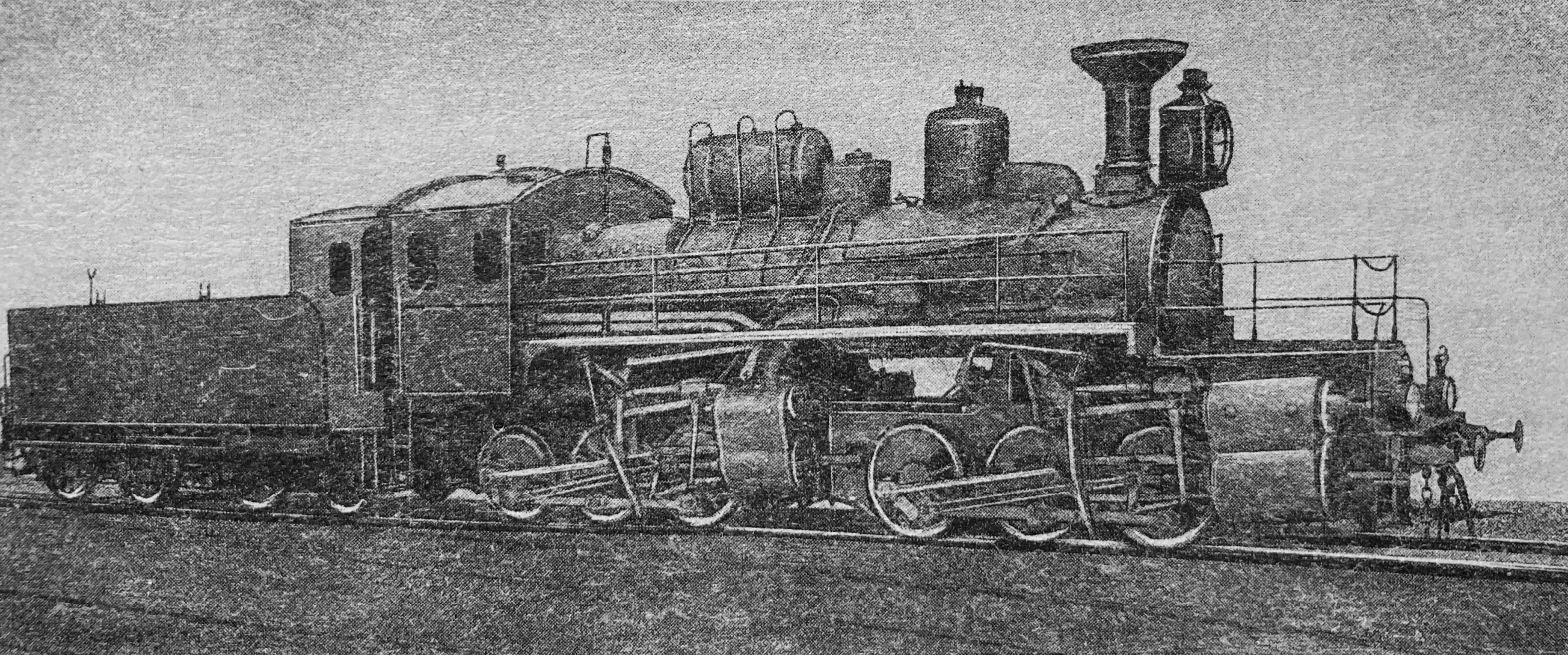
H_{K} 851–865: erste Ausführung mit Überhitzer von Kolomna, Werksbaureihe 103

Im Jahre 1906 wurden auf der Basis der Baureihe М der Sibirischen Bahn, die noch als Nassdampflokomotiven ausgeführt waren, die ersten 30 Lokomotiven mit Schmidt-Überhitzer gebaut. Das Putilow-Werk baute die 15 Lokomotiven Нп 836–850, die Lokomotivfabrik Kolomna die 15 Lokomotiven Нк 851–865. Die ersten sieben Lokomotiven von Putilow wurden mit einem Kessel geliefert, der 15 Rauchrohren enthielt. Es stellte sich aber heraus, dass die neun Lokomotiven trotz Überhitzer mehr Brennstoff verbrauchten als die Nassdampflokomotiven, weshalb sie in verkehrsschwachen Zeiten abgestellt wurden. Eine Untersuchung von E.E. Noltein brachte zutage, dass nicht der größere Rost am höheren Brennstoffverbrauch Schuld war, sondern Mängel in der Steuerung und die zu tiefe Dampftemperatur des Überhitzers. Die letzten drei Lokomotiven von Putilow sowie alle Lokomotiven von Kolomna wurden deshalb mit einem geänderten Kessel mit 21 Rauchrohren ausgeliefert. Kolomna lieferte in den Jahren 1910 bis 1911 zwanzig Lokomotiven Нк 866–885, die mit 24 Rauchrohren im Kessel ausgestattet waren, weitere 15 Lokomotiven derselben Ausführung wurden 1911 von Briansk als НБ 886–900 geliefert. In den Jahren 1914 bis 1915 lieferte Briansk die ersten 20 Lokomotiven mit der Bezeichnung Ѳ. Sie erhielten die Nummern ѲБЧ 901–920. Ab 1915 folgten 30 Lokomotiven mit den Nummern ѲБЧ 921–950, die als verstärkte Variante ausgeführt waren. Sie hatten gegenüber ihren Vorgängern auf 1240 mm Durchmesser vergrößerte Treibräder, eine auf 4,5 m² vergrößerte Rostfläche und einen Kessel mit 27 Rauchrohren, dessen Druck auf 13 bar erhöhten worden war. Das Werk sollte eine weitere Serie mit den Nummern ѲБЧ 951–977 bauen, was aber aufgrund des Ersten Weltkrieges nicht geschah, einzig die Lokomotive ѲБЧ 952 wurde gebaut, allerdings ist das Jahr deren Fertigstellung nicht bekannt. Der hochgestellte Index Б sollte die Lokomotiven gegenüber ihrer etwas schwächeren Vorgänger mit tiefgestelltem Б unterscheidbar machen.

### Mittelsibirische Eisenbahn und Sibirische Eisenbahn
Neben der Moskau–Kasaner-Eisenbahn-Gesellschaft wurden von Beginn an kohlebefeuerte Lokomotiven für den Einsatz in Sibirien beschafft. Die ersten zehn Stück wurden 1899 von Briansk für die Mittelsibirische Eisenbahn gebaut. Sie trugen die Baureihenbezeichnung Мр [emer] für Mallet hergestellt vom рельсопрокатного завода relsoprokatnogo zavoda, deutsch ‚Schienenwalzwerk‘, womit die Maschinenfabrik Brjansk gemeint war, die damals hauptsächlich Eisenbahnschienen herstellte. Weitere zehn Lokomotiven gingen 1900 an die aus der Mittel- und Westsibirischen Eisenbahn entstandene Sibirische Eisenbahn. Sie trugen die Baureihenbezeichnung Дк  [deka], die für Duplex-Kompound stand.
Alle Mallet-Lokomotiven wurden bei der Sibirischen Bahn der Baureihe М zugeordnet. Zwischen 1902 und 1905 lieferte Putilow 180 Lokomotiven mit den Nummern Мп 3021–3200 an das Eisenbahnministerium, die eine verbesserte Variante der an die Moskau–Kasaner-Eisenbahn gelieferte Baureihe Н waren. Trotz kürzerem Langkessel hatten sie eine geringfügig vergrößerte Heizfläche. Ihr Einsatzgebiet war der Ostabschnitt der Transsibirischen Eisenbahn, wo Strecken mit leichtem Oberbau befahren werden mussten, die Steigungen bis 17,5 ‰ aufwiesen. Vier Lokomotiven Мк 3201–3204 wurden 1904 von Kolomna geliefert, bei welchen die Zylinder des vorderen Fahrwerk gegen die Mitte der Lokomotive angeordnet waren, wodurch die Dampfleitungen kürzer wurden, sodass beim Überströmen des Dampfs von den Hochdruck- zu den Niederdruckzylindern weniger Kondensationsverluste entstehen sollten, außerdem hatten sie gegenüber den Vorgängervarianten auf einen Durchmesser von 1200 mm verkleinerte Treibräder. Die Anordnung bewährte sich nicht, es wurden keine weiteren Lokomotiven dieser Variante nachgebaut. Kolomna lieferte aber ein Jahr später 40 Lokomotiven mit den Nummern Мк 3205–3244, die ähnlich der Baureihe Мп waren, aber ebenfalls Treibräder mit 1200 mm statt 1220 mm Durchmesser aufwiesen. Es sollten die letzten gebauten Nassdampflokomotiven der Baureihe sein.

### Transkaukasische Eisenbahn
Die Transkaukasische Eisenbahn beschaffte von Briansk zwölf Mallet-Lokomotiven im Jahre 1911, die der Baureihe МБ zugeordnet waren. Sie erhielten mit der Umzeichnung zur Baureihe Ѳ die Nummern ѲБч 9900–9911, während die Lokomotiven der anderen Bahnen trotz neuer Baureihenbezeichnung die alten Nummern behielten. Sie wurden auf den Strecken Tiflis–Gjumri–Masis–Jerewan und Masis–Culfa eingesetzt.

### Russische Eisenbahnverwaltung

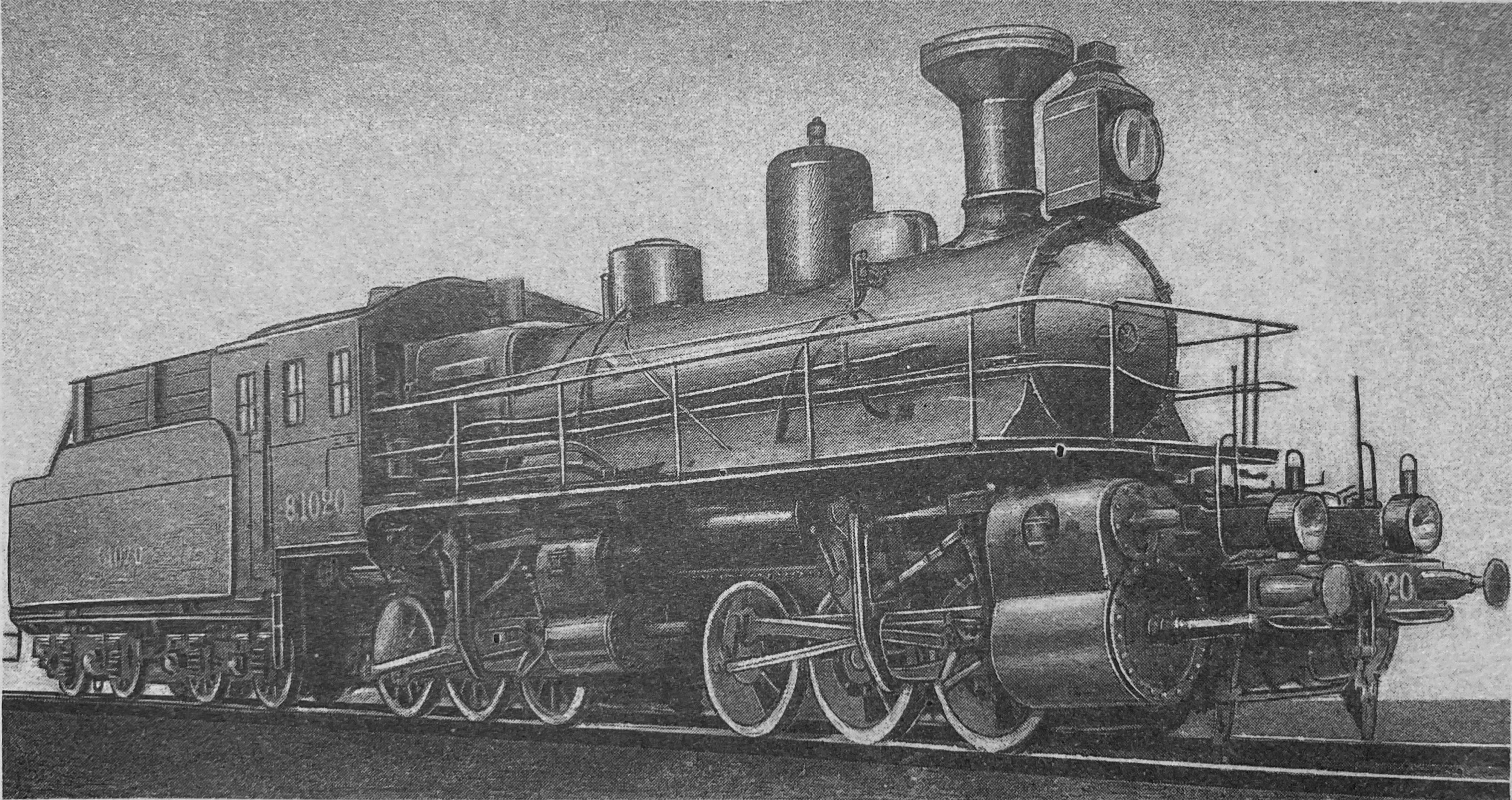
Ѳ_{K}^{Ч} 1020 von Kolomna von 1922, Werksbaureihe 149

Nach der Oktoberrevolution wurden alle Privatbahnen verstaatlicht. Die Eisenbahnverwaltung gab Kolomna den Auftrag, weitere 56 Lokomotiven zu bauen, die den Lokomotiven ѲБЧ 901–920 entsprachen, aber einen auf 13 bar erhöhten Kesseldruck und Treibräder mit 1240 mm Durchmesser hatten. Sie wurden in den Jahren 1920 bis 1924 als ѲKЧ 978–1033 geliefert und sollten die letzten Lokomotiven der Baureihe sein. Zwischen 1914 und 1917 wurden 25 Lokomotiven von der Tomsker Eisenbahn, der ehemaligen Sibirischen Eisenbahn, abgezogen und auf der Strecke Simferopol–Sewastopol auf der Krim eingesetzt, die zur russischen Südbahn gehörte. Sie blieben solange dort, bis sie von der Baureihe Ф, einer vom belgischen Ingenieur Jean-Baptiste Flamme entwickelten Vierzylinder-Heißdampflokomotive der Achsfolge 1’E, ersetzt wurden. 1921 waren bei der Tomsker Eisenbahn ungefähr 230 Lokomotiven der Baureihe Ѳ im Einsatz, die als eine der erfolgreichsten Güterzuglokomotiven der Transsibirischen Eisenbahn galt.
In den Jahren 1924 bis 1928 wurden kurzfristig alle Lokomotiven, die damals noch bei der Moskau–Kasaner-Eisenbahn im Dienst waren, zur Samara–Slatoust-Eisenbahn verlegt und danach auf den Strecken Taschkent–Krasnowodsk und Qoʻqon–Duschanbe in Zentralasien eingesetzt. Mit der Einführung von Diesellokomotiven bei der Zentralasiatischen Eisenbahn wurden die Lokomotiven in den Jahren 1936 bis 1938 aus dem Streckendienst verdrängt. Der Bestand an Lokomotiven der Baureihe Ѳ verringerte sich von 419 Stück im Jahre 1923 auf 110 im Jahre 1940. Die letzten Lokomotiven im Streckendienst waren bei der Taschkenter Eisenbahn auf der Strecke Konibodom–Isfara–Schurab in Tadschikistan im Einsatz. Letzte ausgemusterte Nummer war die ѲKЧ 1009, die 1957 nach 35 Dienstjahren bei der Krasnojarsker Eisenbahn ausgemustert wurde.

## Betrieb
Die Lokomotiven bewährten sich sowohl bei der Moskau–Kasaner-Eisenbahn wie auch bei der Sibirischen Eisenbahn im Betrieb. Sie ermöglichten die Beförderung von schweren Zügen auch auf Strecken mit leichtem Oberbau. J. W. Lomonossow führte 1916 Versuchsfahrten durch, die zeigten, dass die Lokomotiven bei Geschwindigkeiten über 20 km/h unwirtschaftlich wurden, weil der Brennstoffverbrauch oberhalb dieser Geschwindigkeit stark ansteigt. Lomonossow empfahl deshalb, die Lokomotiven vor allem im Schiebedienst einzusetzen, denn die sie hatten gegenüber Lokomotiven der Achsfolge D einen größeren Brennstoffverbrauch und verursachten höhere Unterhaltskosten.
Bei der Betriebseinführung der Mallet-Lokomotiven bei der Moskau–Kasaner-Eisenbahn lagen deren maximalen Zugkräfte von 14 t über den Vorgaben des Eisenbahnministeriums, das maximal 12 t zuließ. Um Kupplungsbrüche zu vermeiden wurde deshalb ein System eingeführt um die Kupplungen der ersten hinter der Lokomotive laufenden Wagen zu entlasten. Es bestand aus Drahtseilen, die vom Schlepptender auf beiden Seiten entlang des Zuges geführt wurden und mit Haken an einem Wagen befestigt wurden, der mindestens der 10. Wagen und höchstens der 15. Wagen hinter der Lokomotive war. Die Seile wurden mit Winden gespannt, die Zugspannung auf den Seilen wurde durch ein System von Luftzylindern, die am Tenderrahmen horizontal befestigt waren, auf beiden Seiten gleich stark gehalten, sodass aus Bögen durchfahren werden konnten. Das System war offiziell bis 1910 im Betrieb, war aber weil es kompliziert war beim Personal unbeliebt, sodass die Züge trotzdem meist nur mit der normalen Schraubenkupplung gefahren wurden.
Ein Teil des Rollmaterials der Moskau–Kasaner-Eisenbahn war bereits Mitte der 1900er-Jahre versuchsweise mit der amerikanischen Janney-Kupplung ausgerüstet. Ein Teil der 1906 von Kolomna gelieferten Lokomotiven war deshalb sowohl mit Janney-Kupplungen, wie auch mit dem Zughaken der gewöhnlichen Schraubenkupplung ausgerüstet. Die beiden Kupplungen hatten einen gemeinsamen Schaft, an dessen einen Ende der Zughaken, am anderen Ende die Janney-Kupplung saß. Eine durch die Mitte des Bauteils gehende vertikale Achse, die in der Bufferbole der Lok gelagert war, erlaubte es, den Kupplungsschaft so zu drehen, dass die dem anzuhängenden Wagenmaterial entsprechende Kupplung zu den Wagen zeigte.

## Lieferliste
| Baujahr   | Hersteller              | Werksbaureihe | Anzahl | Nummern vor 1912 | Nummern nach 1912 | Bahngesellschaft           | Raddurchmesser | Anzahl Rauchrohre | Bemerkung                                              |
| --------- | ----------------------- | ------------- | ------ | ---------------- | ----------------- | -------------------------- | -------------- | ----------------- | ------------------------------------------------------ |
| 1899–1900 | Maschinenfabrik Brjansk | 11            | 29     | H 801–829        | ѲБ801–829         | Moskau–Kasaner-Eisenbahn   | 1220 mm        |                   | Ölfeuerung                                             |
| 1899      | Maschinenfabrik Brjansk | 12            | 10     | Мр 838–847       | ѲБ3001–3010       | Mittelsibirische Eisenbahn | 1220 mm        |                   | Kohlefeuerung                                          |
| 1900      | Maschinenfabrik Brjansk | 12            | 10     | Дк 930–939       | ѲБ3011–3020       | Mittelsibirische Eisenbahn | 1220 mm        |                   | Kohlefeuerung                                          |
| 1901      | Maschinenfabrik Brjansk | 15            | 6      | НБ 830–835       | ѲБ830–835         | Moskau–Kasaner-Eisenbahn   | 1220 mm        |                   | Ölfeuerung, Bremse von New York Air Brake              |
| 1902–1904 | Putilow-Werke           |               | 180    | Мп 3021–3200     | Ѳп 3021–3200      | Sibirische Eisenbahn       | 1220 mm        |                   | Überarbeitete Version der Werksbaureihe 12 von Brjansk |
| 1904      | Lokomotivfabrik Kolomna | 95            | 4      | Мк 3201–3204     | Ѳк 3201–3204      | Sibirische Eisenbahn       | 1200 mm        |                   | Niederdruckzylinder hinten am Drehgestell              |
| 1905      | Lokomotivfabrik Kolomna | 101           | 40     | Мк 3205–3244     | Ѳк 3205–3244      | Sibirische Eisenbahn       | 1200 mm        |                   | ähnlich Baureihe Мп                                    |
| 1906      | Putilow-Werke           |               | 12     | Hп 836–847       | Ѳпч 836–847       | Moskau–Kasaner-Eisenbahn   | 1220 mm        | 15                | erste Heißdampflokomotiven                             |
| 1906      | Putilow-Werke           |               | 3      | Hп 848–850       | Ѳпч 848–850       | Moskau–Kasaner-Eisenbahn   | 1220 mm        | 21                |                                                        |
| 1906      | Lokomotivfabrik Kolomna | 103           | 15     | Hк 851–865       | Ѳкч 851–865       | Moskau–Kasaner-Eisenbahn   | 1220 mm        | 21                |                                                        |
| 1910–1911 | Lokomotivfabrik Kolomna | 124           | 20     | Hк 866–885       | Ѳкч 866–885       | Moskau–Kasaner-Eisenbahn   | 1230 mm        | 24                |                                                        |
| 1911      | Maschinenfabrik Brjansk |               | 15     | НБ 886–900       | ѲБч 886–900       | Moskau–Kasaner-Eisenbahn   | 1230 mm        | 24                |                                                        |
| 1911      | Maschinenfabrik Brjansk |               | 12     | MБ (unbekannt)   | ѲБч 9900–9911     | Transkaukasische Eisenbahn | 1230 mm        | 24                |                                                        |
| 1914–1915 | Maschinenfabrik Brjansk |               | 20     |                  | ѲБч 901–920       | Moskau–Kasaner-Eisenbahn   | 1230 mm        | 24                |                                                        |
| 1915      | Maschinenfabrik Brjansk |               | 31     |                  | ѲБЧ 921–950, 952  | Moskau–Kasaner-Eisenbahn   | 1240 mm        | 27                |                                                        |
| 1920–1924 | Lokomotivfabrik Kolomna | 149           | 56     |                  | Ѳкч 978–1033      | Moskau–Kasaner-Eisenbahn   | 1240 mm        | 24                |                                                        |